# Egon
Egon  è un nome proprio di persona tedesco maschile.

## Origine e diffusione
È un nome alto tedesco medio derivato dall'elemento germanico eg, "punta di spada", che si può ritrovare anche in nomi quali Egberto ed Eccardo; condivide questa origine con il nome Ove.

## Onomastico
Il nome è adespota, cioè non è portato da alcun santo, quindi l'onomastico ricorre il 1º novembre, giorno di Ognissanti.

## Persone
- Egon Bondy, scrittore ceco

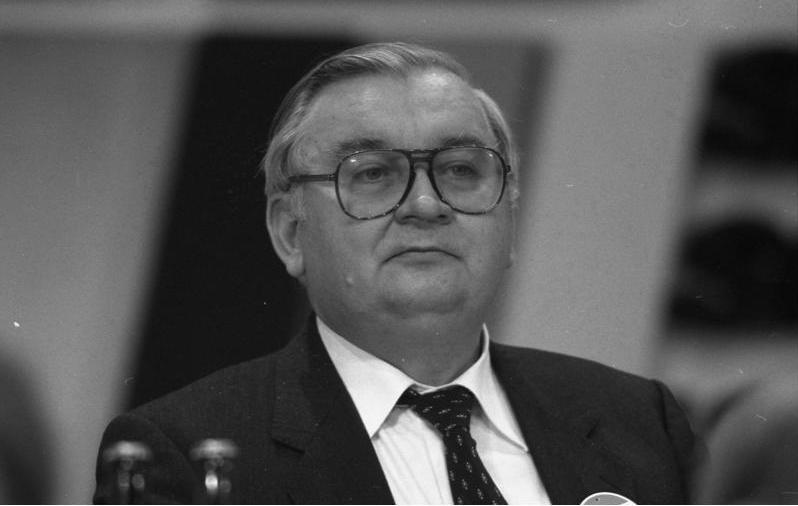
Egon Klepsch

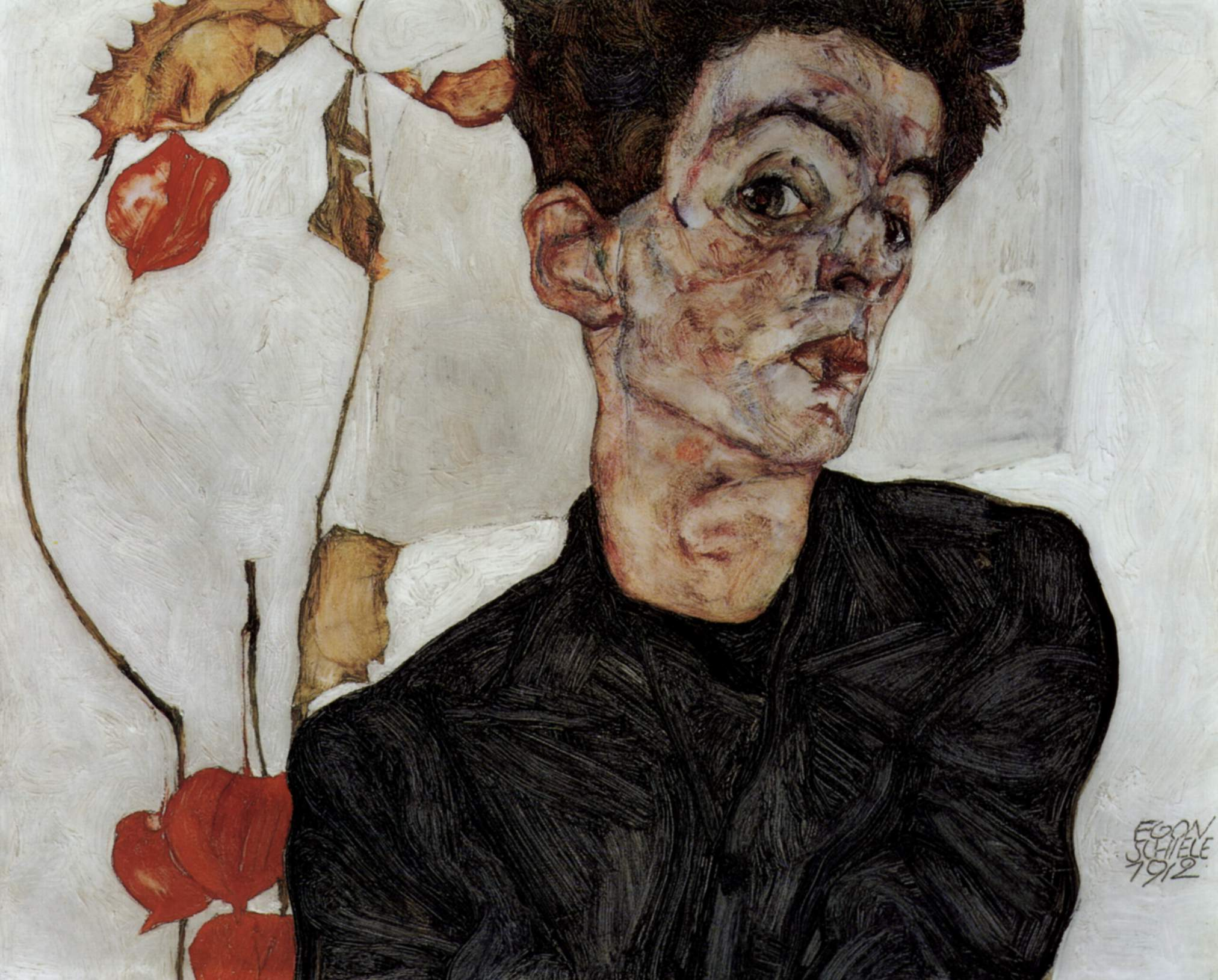
Egon Schiele

- Egon Börger, matematico e informatico tedesco
- Egon Eiermann, architetto tedesco
- Egon Franke, schermidore e maestro di scherma polacco
- Egon Jönsson, calciatore svedese
- Egon Klepsch, politico tedesco
- Egon Krenz, politico tedesco
- Egon Meszlényi, schermidore ungherese
- Egon Orowan, fisico e metallurgista ungherese
- Egon Pearson, statistico britannico
- Egon Rusina, pittore e illustratore italiano
- Egon Schiele, pittore e incisore austriaco
- Egon von Fürstenberg, stilista svizzero
- Egon Wellesz, musicologo, compositore e insegnante austriaco

## Il nome nelle arti
- Egon Spengler è un personaggio del film del 1984 Ghostbusters - Acchiappafantasmi, e di tutte le opere da esso derivate.
- Egon Tiedemann è un personaggio della serie televisiva Dark.